# 서늘한여름밤
서늘한여름밤(이서현)은 대한민국의 작가이자 심리상담 기획자이다.
고려대학교 심리학과에 진학해서 2015년 석사 학위를 받은 후 대형병원 상담사가 되었지만 퇴사했다. 2015년 5월, 아이패드로 그림일기를 그려 블로그에 올리기 시작했고 독자가 많아지면서 페이스북 페이지 서늘한 여름밤의 내가 느낀 심리학 썰을 개설했다. 2016년 KBS PD인 친구 봄봄의 제안으로 봄봄의 친구 블블과 함께 팟캐스트를 시작했다. 2017년 7월 31일 심리상담센터 ‘에브리마인드’를 설립했다.

## 저서
- 《어차피 내 마음입니다》 (예담) 2017년 5월 ISBN 978-89591351-2-7
- 《제 마음도 괜찮아 질까요?》 (와이즈베리) 2017년 9월 ISBN 978-89378620-8-3
- 《나에게 다정한 하루》 (위즈덤하우스) 2018년 4월 ISBN 979-11622035-9-0